# Granès
Granès település Franciaországban, Aude megyében. Lakosainak száma 116 fő (2022. január 1.). Granès Espéraza, Rennes-le-Château, Saint-Ferriol, Saint-Julia-de-Bec és Saint-Just-et-le-Bézu községekkel határos.

## Népesség
A település népességének változása:
| Lakosok száma | 96   | 95   | 111  | 126  | 113  | 102  | 97   | 95   | 102  | 116  |
|               | 1968 | 1982 | 1990 | 2006 | 2013 | 2015 | 2017 | 2019 | 2020 | 2022 |